# Angles-sur-l'Anglin
Pour les articles homonymes, voir Angles et Anglin (homonymie).
Angles-sur-l'Anglin est une commune du Centre-Ouest de la France, située dans le département de la Vienne  en région Nouvelle-Aquitaine.
Occupant un site stratégique sur les bords de la rivière l'Anglin, occupé depuis l'époque préhistorique — ce dont témoigne le Roc-aux-Sorciers, sommet de l'art pariétal —, aux confins des provinces du Poitou, de la Touraine et du Berry, cette petite cité a conservé son caractère médiéval, avec ses rues tortueuses, ses maisons séculaires et son château fort à demi ruiné, juché sur un piton rocheux. Elle est un des plus beaux villages de France. 

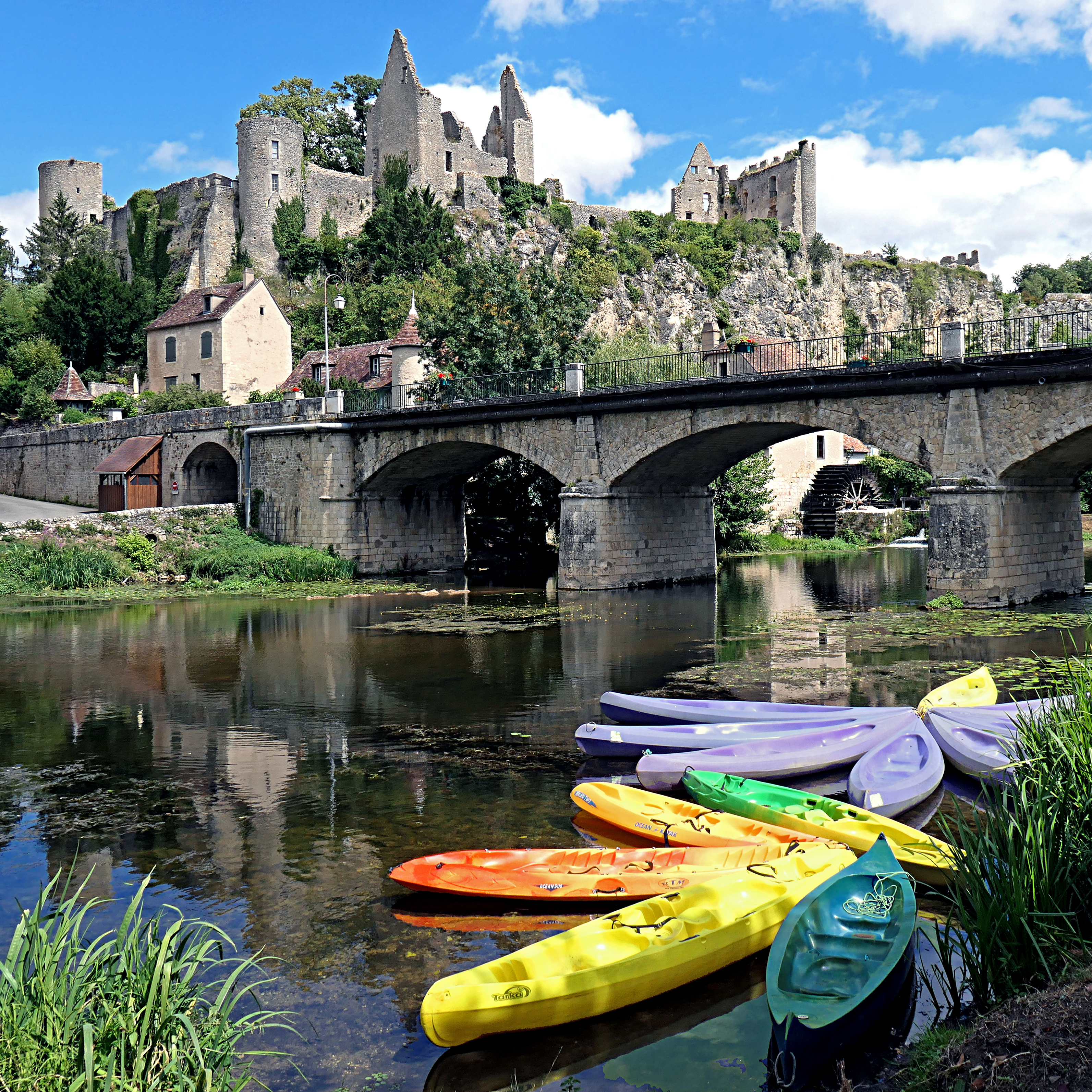
Angles-sur-l'Anglin, Vienne, France - Flickr - pom'.

Centre d'artisanat d'art, Angles-sur-l'Anglin est célèbre pour ses ateliers de textiles à armure toile ajourée : « Les jours d'Angles », nés au XIXe siècle. Très populaires auprès de la « haute société » de la Belle Époque, ils connaissent un regain d'intérêt.

## Géographie

### Localisation
La commune est située dans l'est du département, à la limite avec le département de l'Indre.

### Communes limitrophes
|                        | Vicq-sur-Gartempe     | Néons-sur-Creuse (Indre) |
|                        | d'Angles-sur-l'Anglin |                          |
| Saint-Pierre-de-Maillé |                       | Lurais (Indre)           |

### Hameaux et lieux-dits
Les hameaux et lieux-dits de la commune sont : Boisdichon, Saint-Pierre, Chézelles et les Liboureaux.

### Géologie et hydrographie
Le territoire communal est arrosé par les rivières Gartempe et Anglin. Le confluent de ces deux cours d'eau est sur le territoire de la commune.

### Voies de communication et transports
La commune est desservie par les routes départementales : 2, 2A, 2B, 2C et 5.
La gare ferroviaire la plus proche est la gare de Châtellerault, à 32 km.
L'aéroport le plus proche est l'aéroport de Poitiers-Biard, à 53 km.
Le territoire communal est traversé par le sentier de grande randonnée 48 et par le sentier de grande randonnée de pays de la Brenne. De plus la commune est desservie par cinq circuits communaux de promenade à pied et en VTT (boucles de 3,5 à 8 km) et quatre sentiers intercommunaux de 12 à 15 km, tous au départ de la place et du pont.

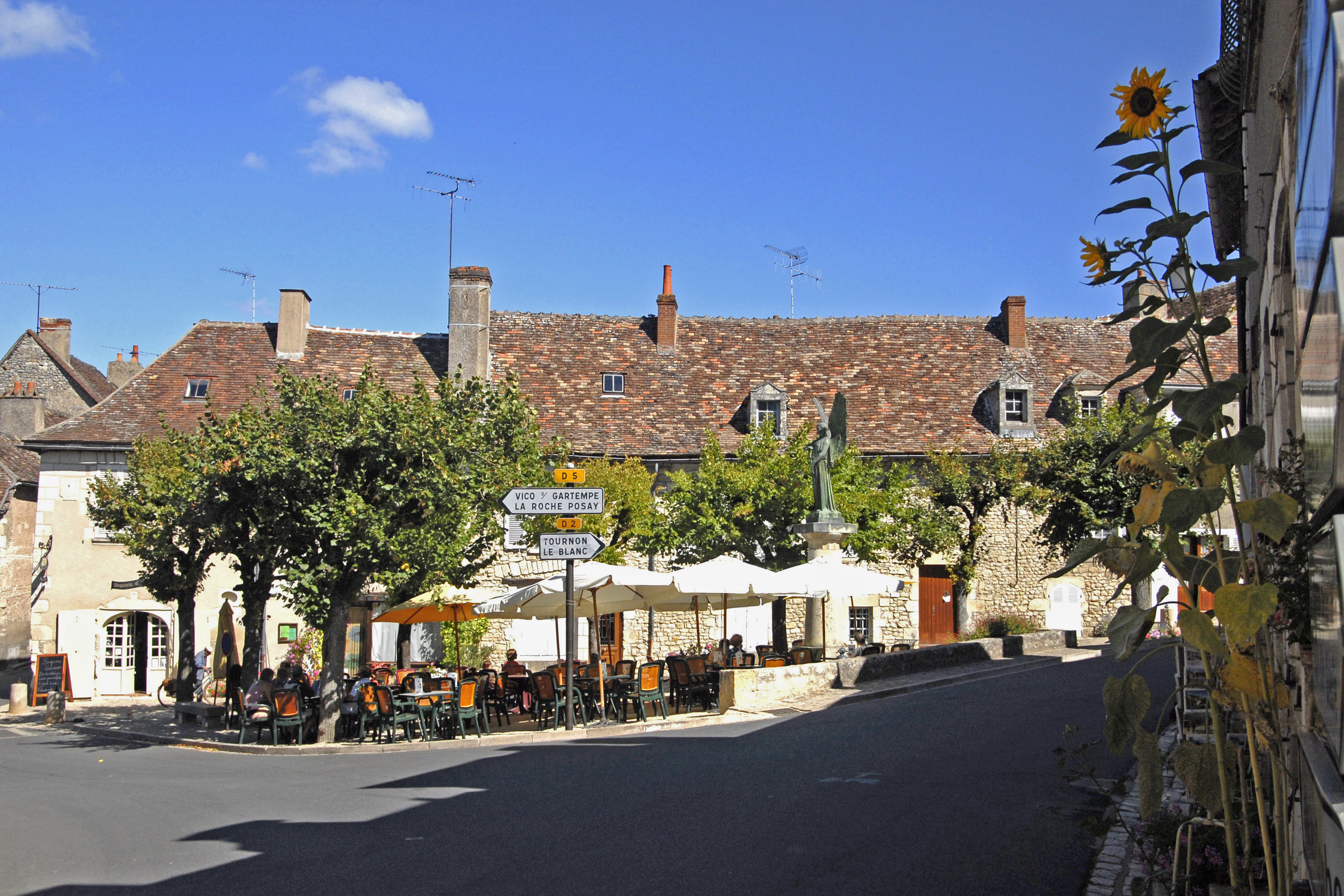
La place, en 2008.

### Climat
Pour des articles plus généraux, voir Climat de la Nouvelle-Aquitaine et Climat de la Vienne.
Historiquement, la commune est exposée à un climat océanique du nord-ouest.  
En 2020, Météo-France publie une typologie des climats de la France métropolitaine dans laquelle la commune est exposée à un climat océanique altéré et est dans la région climatique Poitou-Charentes, caractérisée par un bon ensoleillement, particulièrement en été et des vents modérés.
Pour la période 1971-2000, la température annuelle moyenne est de 11,6 °C, avec une amplitude thermique annuelle de 14,8 °C. Le cumul annuel moyen de précipitations est de 743 mm, avec 11,4 jours de précipitations en janvier et 6,8 jours en juillet. Pour la période 1991-2020, la température moyenne annuelle observée sur la station météorologique la plus proche, située sur la commune de Lésigny à 19 km à vol d'oiseau, est de 12,1 °C et le cumul annuel moyen de précipitations est de 743,3 mm,. Pour l'avenir, les paramètres climatiques de la commune estimés pour 2050 selon différents scénarios d’émission de gaz à effet de serre sont consultables sur un site dédié publié par Météo-France en novembre 2022.

## Urbanisme

### Typologie
Au 1er janvier 2024, Angles-sur-l'Anglin est catégorisée commune rurale à habitat dispersé, selon la nouvelle grille communale de densité à sept niveaux définie par l'Insee en 2022.
Elle est située hors unité urbaine et hors attraction des villes,.

### Occupation des sols
L'occupation des sols de la commune, telle qu'elle ressort de la base de données européenne d’occupation biophysique des sols Corine Land Cover (CLC), est marquée par l'importance des territoires agricoles (80,8 % en 2018), une proportion identique à celle de 1990 (80,8 %). La répartition détaillée en 2018 est la suivante : 
terres arables (56,3 %), zones agricoles hétérogènes (18,3 %), forêts (16,2 %), prairies (6,2 %), zones urbanisées (3 %). L'évolution de l’occupation des sols de la commune et de ses infrastructures peut être observée sur les différentes représentations cartographiques du territoire : la carte de Cassini (XVIIIe siècle), la carte d'état-major (1820-1866) et les cartes ou photos aériennes de l'IGN pour la période actuelle (1950 à aujourd'hui).

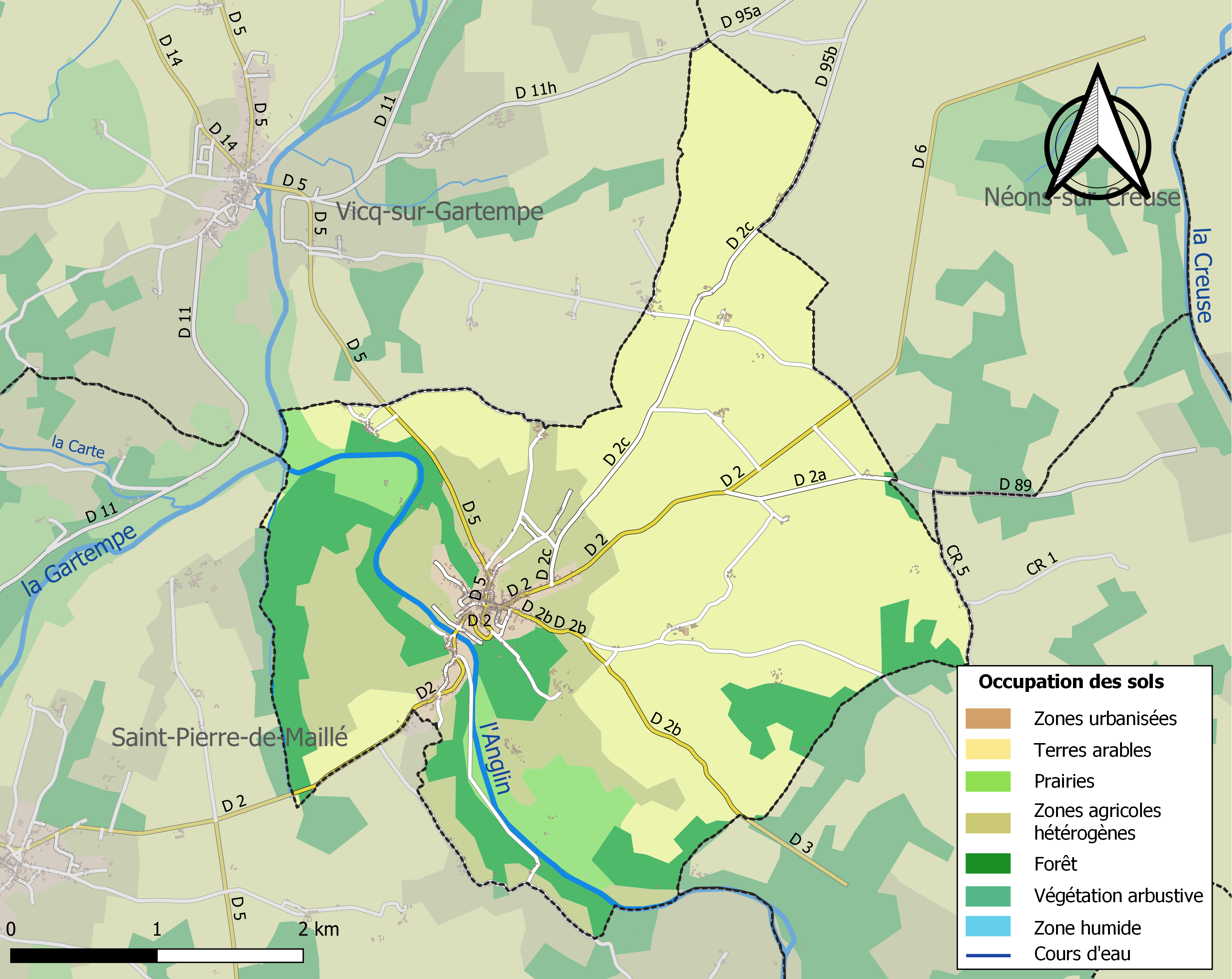
Carte des infrastructures et de l'occupation des sols de la commune en 2018 (CLC).

### Risques majeurs
Le territoire de la commune d'Angles-sur-l'Anglin est vulnérable à différents aléas naturels : météorologiques (tempête, orage, neige, grand froid, canicule ou sécheresse), inondations, mouvements de terrains et séisme (sismicité faible). Il est également exposé à un risque technologique,  le transport de matières dangereuses. Un site publié par le BRGM permet d'évaluer simplement et rapidement les risques d'un bien localisé soit par son adresse soit par le numéro de sa parcelle.

#### Risques naturels
Certaines parties du territoire communal sont susceptibles d’être affectées par le risque d’inondation par débordement de cours d'eau, notamment l'Anglin. La commune a été reconnue en état de catastrophe naturelle au titre des dommages causés par les inondations et coulées de boue survenues en 1982, 1993, 1997, 1999, 2006, 2010 et 2016,.

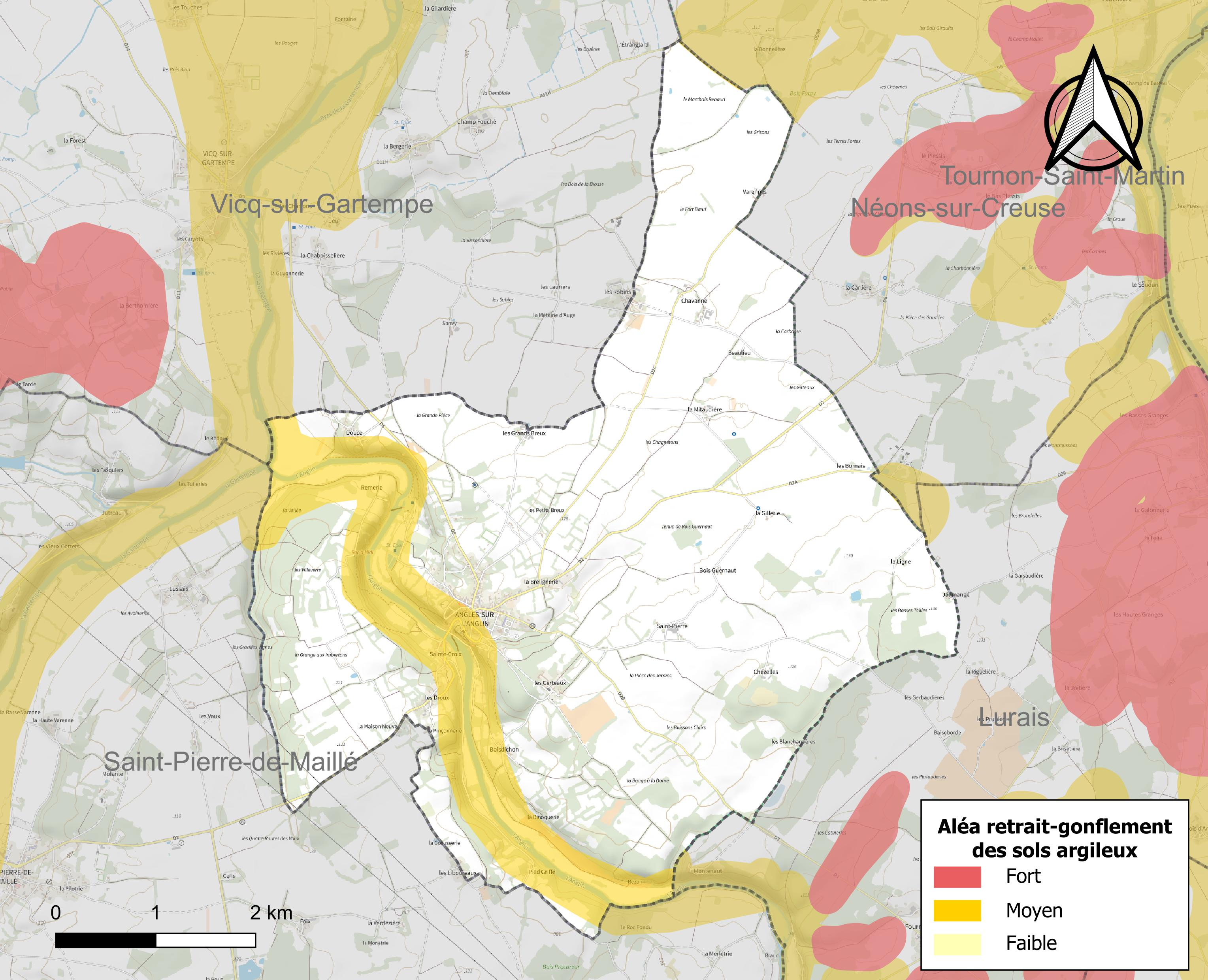
Carte des zones d'aléa retrait-gonflement des sols argileux d'Angles-sur-l'Anglin.

Les mouvements de terrains susceptibles de se produire sur la commune sont des affaissements et effondrements liés aux cavités souterraines (hors mines) et des tassements différentiels. Afin de mieux appréhender le risque d’affaissement de terrain, un inventaire national permet de localiser les éventuelles cavités souterraines sur la commune. Le retrait-gonflement des sols argileux est susceptible d'engendrer des dommages importants aux bâtiments en cas d’alternance de périodes de sécheresse et de pluie. 14,9 % de la superficie communale est en aléa moyen ou fort (79,5 % au niveau départemental et 48,5 % au niveau national). Depuis le 1er octobre 2020, en application de la loi ÉLAN, différentes contraintes s'imposent aux vendeurs, maîtres d'ouvrages ou constructeurs de biens situés dans une zone classée en aléa moyen ou fort,.
La commune a été reconnue en état de catastrophe naturelle au titre des dommages causés par la sécheresse en 2018 et par des mouvements de terrain en 1999 et 2010.

## Toponymie
Le nom de la localité est attesté sous les formes Castellum Ingla dès 1025, Castellum Engli en 1070, Engla vers 1080, au sommet d'une boucle de l'Anglin, sur un rivage concave et escarpé.
Elle tire peut-être son nom de la tribu des Angles[réf. nécessaire].
L'Anglin est la rivière passant dans la commune. Son hydronyme est attesté sous la forme Fluvius Anguli dès le VIIIe siècle, fluvius Engle vers 1080, Engleen en 1260. Il provient du nom latin angulus « angle » ou de l'adjectif *angulinus « anguleux », qui décrit le cours sinueux de ce cours d'eau.
Ses habitants sont appelés les Anglois.

## Histoire

### Préhistoire
L'abri du Roc-aux-Sorciers est un haut-lieu de la sculpture magdalénienne. Situé dans une falaise orientée au sud et surplombant un gué de la rivière de l'Anglin, le site est constitué de deux secteurs, l’abri Taillebourg en amont et l'abri Bourdois en aval. Il a été habité du magdalénien III (dernière des trois périodes du magdalénien inférieur) au magdalénien VI (les trois périodes du magdalénien supérieur), soit environ de 15 000 à 12 000 ans BP.
L'analyse paléopalynologique (1975) a permis d'établir l'existence de l'oscillation d'Angles-sur-Anglin, synchronisée avec la phase climatique douce et humide Würm IV-Périgord IV reconnue par H. Laville (1973) en Périgord

### Moyen Âge

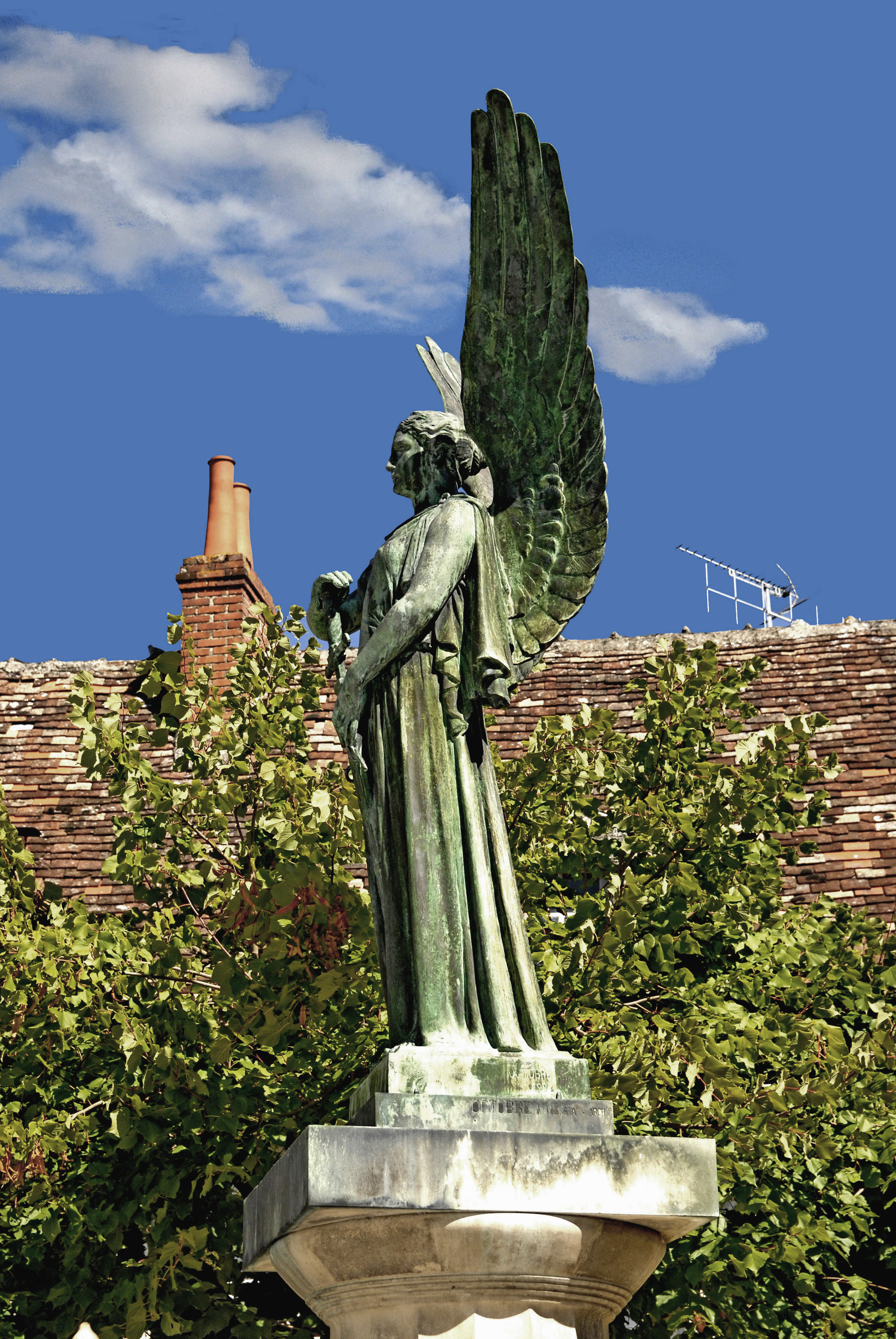
La Victoire (Aimé Octobre, sculpteur), statue sur la place du Marché, en 2006.

Le premier château de pierre est construit par l'évêque de Poitiers Gilbert, sur l'escarpement rocheux dominant la rivière. Le commandement de la garnison en est confié à un cousin de l'évêque, Gaucelme Roy, puis à son neveu vers 1025. La même année, un pont est construit, qui subsiste jusqu'en 1741.
L'abbaye Sainte-Croix, dont seule subsiste l'église, a été fondée par un autre évêque de Poitiers, sous la règle bénédictine. Vers 1070, l'évêque de Poitiers Isembert II accorde plus d'autonomie au monastère de Sainte-Croix. Son successeur Pierre, en 1090, lui donne autorité sur la paroisse d'Angles, Saint-Pierre (la ville haute), sur la rive droite du cours d'eau, alors que l'abbaye est sur la rive gauche.
Le château est confié aux Lusignan. En 1096, avant de partir en croisade, Hugues de Lusignan et son fils Hugues le Brun accordent les bénéfices de l'abbaye à l'abbé de Saint-Cyprien de Poitiers.
Les barons de Lusignan tiennent leur fief d'Angles en « franche aumône, sans hommage, ni autre obligation » des évêques de Poitiers. Ils sont donc indépendants. Ils remanient le château, reconstruisant notamment le donjon.
Cependant, les seigneurs de Lusignan abandonnent peu à peu leurs terres d'Angles, qu'ils vendent ou échangent. En 1268, Guillaume de Lezay-Lusignan échange le château et ses droits avec les évêques de Poitiers, contre la terre de Villefagnan. Le 21 mars 1281, Hélie de Lusignan vend les deux tiers de ses terres d'Angles à l'évêque Gautier de Bruges, qui soutint le pape Boniface VIII contre Philippe le Bel, et fut exilé pour ceci.
Au XIVe siècle, c'est la famille d'Oyré qui défend le château pour les évêques. Un de ses membres, Guichard IV, fut célébré pour ses exploits à la bataille de Poitiers en 1356, aux côtés de Jean le Bon qu'il défendit vaillamment. Il combattit ensuite sous le commandement du Prince Noir, ayant reçu l'ordre du roi de France d'obéir à son nouveau suzerain. Il reçoit l'ordre de la Jarretière, devient gouverneur du fils du Prince Noir. Il embellit son château, qui prend le nom de château Guichard.
Le 23 mai 1372, Bertrand Du Guesclin assiège et prend le château (que le capitaine Pierre Gedoin lui cède gracieusement), et le village est ruiné. Par la suite, les évêques de Poitiers seront les seuls seigneurs du château.
On notera également la naissance du cardinal Jean de la Balue.

### Reconstruction d'après la guerre de Cent Ans
Ces reconstructions sont au nombre de deux : d'abord celle des évêques, qui restaurent le château, après la Praguerie, au cours de la guerre de Cent Ans (qui n'est qu'une longue suite de conflits et de trêves plus ou moins longues). Les moines de l'abbaye Sainte-Croix travaillent quant à eux au relèvement du village au XVe siècle, en vendant de nombreuses terres de 1441 à 1482. Les armes de l'abbé figurent sur chaque mur qu'ils construisirent alors, ce qui donne une idée de l'importance des destructions. Des foires sont rétablies en 1481 par Louis XI.

### Temps modernes
Le château demeure ensuite une forteresse d'importance dont on tient à s'assurer tout au long des guerres de Religion. Il est pris par l'amiral de Coligny en 1567, qui y installe une garnison protestante qui défend le château jusqu'en 1571, date à laquelle il est pris par le gouverneur de Châtellerault. L'abbaye avait été ravagée par les Protestants et son abbé Boivert fut par la suite un des chefs catholiques les plus acharnés. En 1591, les Ligueurs prennent et pillent le château. En 1652, le duc de Roannez, commandant les troupes royales, le reprend aux frondeurs poitevins qui l'avaient pillé en 1650.
La ville est aux XVIe et XVIIe siècles, une source de revenus réguliers pour l'évêque de Poitiers : foires, four banal, moulin (emporté par le torrent en 1646, 1657 et 1699, mais debout encore aujourd'hui avec sa roue) lui rapportaient vers 1650 environ 6 200 livres. Ces forts revenus témoignent de la prospérité de la petite ville, au carrefour de trois provinces (Poitou, Berry et Touraine), donc dans un lieu propice au commerce. Il semble que certains en aient profité pour arrondir leurs revenus en pratiquant la contrebande de sel, ce qui provoqua l'installation d'un grenier à gabelle dans la ville en 1664.
Par contre, le château n'est pas relevé après les dégâts causés par les guerres civiles, et même abandonné au XVIIIe siècle, après requête au Parlement de Paris. Celui-ci renonce en 1708 à exiger une restauration complète du château (estimée à 10 années de revenus du fief, soit 50 000 livres). Il se contenta d'une réparation du château neuf, pour 2 000 livres.
Le pont emporté en 1741 ne fut remplacé que par un bac ; d'une part la construction d'un pont aurait coûté 20 000 livres, et la situation d'Angles entre trois provinces, relevant de Poitiers d'un point de vue féodal, de Bourges pour la généralité et du Blanc pour l'élection, compliquait encore les choses.

### Révolution française
Angles accueille favorablement les avancées de la Révolution française. Elle plante ainsi son arbre de la liberté, symbole de la Révolution. C’est le lieu de toutes les nouvelles fêtes : fête des Époux, de l’Agriculture , etc..
À la Révolution, le château est déclaré bien national et sert de carrière publique.

### Époque contemporaine
En 1945, pour fêter la Libération et le retour de la République, un nouvel arbre de la liberté est planté. Ce sapin existe toujours.

## Politique et administration
La commune dépend de l'arrondissement de Montmorillon, du canton de Montmorillon, de la troisième circonscription de la Vienne et de la Communauté d'agglomération du pays châtelleraudais (jusqu'au 1er janvier 2017 elle dépendait de la communauté de communes des Vals de Gartempe et Creuse).
Elle dispose d'une agence postale communale. Elle dépend de la troisième circonscription de la Vienne. Elle a été récompensée par trois fleurs et la distinction Grand prix au palmarès 2007 et par trois fleurs en 2024 au concours des villes et villages fleuris. De plus la commune porte le Label Plus beaux villages de France.

### Liste des maires
| Période                  | Période               | Identité                                  | Étiquette | Qualité                                                                            |
| ------------------------ | --------------------- | ----------------------------------------- | --------- | ---------------------------------------------------------------------------------- |
| 1815                     | 1830                  | Paul Chasseloup de Châtillon (1779-1845)  | ?         | Chirurgien, médecin militaire                                                      |
| maire en 1834            | ?                     | Charles Pastoureau du Puynode (1789-1862) |           | Avocat à la cour impériale du département de La Vienne Conseiller d'arrondissement |
| ?                        | ?                     | Samuel Périvier (1828-1902)               | ?         | Avocat, Premier président de la Cour d'appel de Paris                              |
| mars 2001                | mars 2008             | Charles Tiphanneau                        | ?         | ?                                                                                  |
| mars 2008                | mars 2014             | Bernard Tricoche                          | ?         | ?                                                                                  |
| mars 2014                | Août 2016 (démission) | Jean-François Lecamp                      | ?         | Exploitant agricole                                                                |
| Août 2016 (Intérim)      | Novembre 2016         | Jean-Michel Tardif                        | ?         | Employé                                                                            |
| Novembre 2016 (Election) | Juillet 2020          | Jean-Michel Tardif                        | ?         | Employé                                                                            |
| Juillet 2020             | 2024 (démission)      | Jean-Marc Auriault                        | ?         | Retraité                                                                           |
| 2024                     | En cours              | Jean-Marie Petit-Clair                    |           |                                                                                    |

## Démographie
L'évolution du nombre d'habitants est connue à travers les recensements de la population effectués dans la commune depuis 1793. Pour les communes de moins de 10 000 habitants, une enquête de recensement portant sur toute la population est réalisée tous les cinq ans, les populations de référence des années intermédiaires étant quant à elles estimées par interpolation ou extrapolation. Pour la commune, le premier recensement exhaustif entrant dans le cadre du nouveau dispositif a été réalisé en 2007.

En 2022, la commune comptait 362 habitants, en évolution de −1,09 % par rapport à 2016 (Vienne : +0,6 %, France hors Mayotte : +2,11 %).
| 1793  | 1800  | 1806  | 1821  | 1831  | 1836  | 1841  | 1846  | 1851  |
| ----- | ----- | ----- | ----- | ----- | ----- | ----- | ----- | ----- |
| 1 325 | 1 397 | 1 403 | 1 453 | 1 682 | 1 718 | 1 670 | 1 579 | 1 514 |

| 1856  | 1861  | 1866  | 1872  | 1876  | 1881  | 1886  | 1891  | 1896  |
| ----- | ----- | ----- | ----- | ----- | ----- | ----- | ----- | ----- |
| 1 502 | 1 480 | 1 508 | 1 400 | 1 443 | 1 374 | 1 182 | 1 165 | 1 103 |

| 1901  | 1906  | 1911  | 1921 | 1926 | 1931 | 1936 | 1946 | 1954 |
| ----- | ----- | ----- | ---- | ---- | ---- | ---- | ---- | ---- |
| 1 043 | 1 057 | 1 010 | 920  | 866  | 848  | 822  | 829  | 741  |

| 1962 | 1968 | 1975 | 1982 | 1990 | 1999 | 2006 | 2007 | 2012 |
| ---- | ---- | ---- | ---- | ---- | ---- | ---- | ---- | ---- |
| 689  | 665  | 581  | 465  | 424  | 365  | 388  | 391  | 377  |

| 2017 | 2022 | - | - | - | - | - | - | - |
| ---- | ---- | - | - | - | - | - | - | - |
| 357  | 362  | - | - | - | - | - | - | - |

## Économie
En 2010, il ne restait plus que huit exploitations agricoles contre onze en 2000. Les surfaces utilisées sont passées de 1 048 hectares en 2000 à 1 245 hectares en 2010. 53 % sont destinées à la culture des céréales (essentiellement du blé tendre, mais aussi de l'orge et du maïs), 3 % pour le fourrage, 29 % pour les oléagineux (colza pour les 2/3 et tournesol pour 1/3) et 5 % reste en herbes.
L'élevage quant à lui est récent car il n'existait pas en 2000, reste faible et concerne uniquement les ovins (205 têtes en 2010).

## Population et société
La commune possède comme lieu d'enseignement une école primaire publique. Le collège public (Léon Huet) de secteur se trouve à La Roche-Posay.
Durant l'année des festivités sont organisées comme « Les jours d'Angles » : l'industrie de broderie à fils tirés des Jours d'Angle assura au XIXe siècle, la prospérité de la ville (les paquebots Queen Elizabeth et Normandie se fournirent des broderies extrêmement fines produites à Angles), le « festival du livre » tous les week-ends du 15 août et le feu d'artifice le premier week-end du mois d'août.

## Culture locale et patrimoine

### Lieux et monuments
- Château d'Angles-sur-l'Anglin.
- Église Sainte-Croix : la façade occidentale est inscrite comme monument historique depuis 1926[46]. L'église est composée d'un portail du XIIIe siècle et d'une partie de la nef de l'ancienne abbaye Sainte-Croix.
- Église Saint-Martin : le clocher est inscrit comme monument historique depuis 1926[47].
- Monument aux morts.
- Statue d'ange.
- Roc-aux-Sorciers et Centre d'interprétation de la Préhistoire du Roc-aux-Sorciers.
- Croix hosannière et petit autel (XIIIe siècle) : la croix est située dans le cimetière de la Ville-basse. Elle est classée comme monument historique depuis 1910. La croix tire son nom de l’hébreu Hosanna, premier mot d'un chant qui était chanté le jour des Rameaux. Par tradition, les villageois se rendaient en procession ce jour-là jusqu'au cimetière. Une fois la procession arrivée au pied de ce calvaire, les paroissiens, ensemble, chantaient l'Hosanna.
- La « tranchée des Anglais », des escaliers joignant le bas du village à la chapelle, et offrant un point de vue sur l'Anglin et la forteresse.

### Personnalités liées à la commune
- Jean de la Balue (1421-1491), cardinal connu pour avoir été accusé de trahison et longtemps emprisonné par Louis XI.
- Julien Augustin Chasseloup de Chatillon (1760-1800), adjudant-général sous la Révolution, chef d'état-major de l'armée de l'Ouest et commandant de la place de Rennes.
- Antoine Le Picard de Phélippeaux (1767-1799), officier royaliste et contre-révolutionnaire.
- Samuel Lhéritier de Chézelles (1772-1829), général des armées de la République et de l'Empire, y est né.
- André Jacob dit Alexandre Erdan (1826 - 1878), publiciste et journaliste, né à Angles-sur-l'Anglin.
- Samuel Périvier (1828-1902), ancien maire d'Angles-sur-l'Anglin, premier président de la Cour d'appel de Paris en 1883.
- Antonin Périvier (1847-1924), écrivain et journaliste
- Hégésippe Jean Légitimus (1868-1944), personnalité politique.
- Aimé Octobre (1868-1943), sculpteur français, né à Angles-sur-l'Anglin.
- Gilles Farcet (1959-), écrivain et enseignant spirituel.

### Héraldique, logotype et devise
| Blason de Angles-sur-l'Anglin | Blason  | Parti : au 1er d’azur à trois coquilles d’or rangées en pal, au 2e mi-parti d’or à l’étoile de huit rais d’azur. |
| Blason de Angles-sur-l'Anglin | Détails | Le statut officiel du blason reste à déterminer.                                                                 |

|  | Logotype de la commune d'Angles-sur-l'Anglin |